# Броновіце (Люблін)
Броновіце — дільниця Любліна у східній частині міста.

## Історія
Броновиці (у 1342 р. «Brunouicze ar.», 1409 «Brunowicze», 1457 «Bronowicze») — село, розташоване на південь від Любліна. У середньовіччі вони належали до повіту і парафії Люблін. У 1342 році Казимир III Великий продав Броновіце старості Любліна  . У 1409 році спадкоємцями села були Окаліча з Броновиць, брати Печ і Марцін з Броновиць  . У 1457 р. спадкоємицею стала Анна Гочалковна з Броновиць  . Через чотири роки люблінський підкоморій встановив межі між Броновицями та селом Татари: від поля за люблінським шпиталем до Чехувки  . У 1465 р. спадкоємцями стали Станіслав (Морштин) і його дружина Катажина  . У 1470—1480 — 1529 роках село давало люблінському пароху десятину в 4 гривні з фільварку та селянських уділів . У 1504 р. люблінські радники купили Броновіце у синів покійного Станіслав Морштин, міського голови Любліна  . У 1530 р. кордони Броновиць з Татарами проходили: від Бистриці та берега ставу, біля лугу, що звався Личковським, до дороги з Дзесятей і Броновіц на Люблін, до кордону з Дзесятами  .
У XIX столітті на терені дільниці повстав парк Броновицький, а в XX столітті навпроти нього вибудовано костел св. вул. Михаїл Архангела .
У 1930-х роках Броновіце вважався найнебезпечнішою дільницею Любліна .

## Адміністрація
Межі адміністративних округів Броновіце визначені в статуті округу, прийнятому 19 лютого 2009 року. Межами Броновіце є: з півночі Бистриця — вул. Мєщанська — вул. Мєщанська в бік колії PKP — колії PKP, зі сходу вул. А. Валентиновича та Г. Ордонівного, з півдня вул. Дорога Майданських мучеників, а з заходу Чернеювка .
Броновіце має площу 2,51 км 2 . Станом на 30 червня 2018 року в Броновицях зареєстровано 14 осіб для постійного проживання. 683 особи .